# Duncans
Duncans – miasto na Jamajce, w regionie Trelawny.